# Alain Doucet
Pour les articles homonymes, voir Doucet.
Alain Doucet est un dirigeant français de rugby à XV. Il est secrétaire général de la Fédération française de rugby de 2001 à 2016. De décembre 2017 à novembre 2024, il est président de la Ligue régionale Occitanie de rugby.

## Biographie
Natif de Lourdes, son père est un fan du FCL. Il l'accompagne ainsi voir des matchs au stade Antoine-Béguère dès l’âge de 5 ans.
Il est toute sa vie instituteur, à Tarbes et à Pouyastruc.
Dans les années 80, il joue au rugby au sein du club de Trie-sur-Baïse puis de Pouyastruc, dans les Hautes-Pyrénées, au poste de troisième ligne. Plus tard, il crée l’école de rugby et structure les équipes de jeunes du club.
Président du club de Pouyastruc, il est ensuite président du comité Armagnac-Bigorre de juin 1995 à février 2001. À partir de février 2001, il est secrétaire général de la Fédération française de rugby au côté du président Bernard Lapasset jusqu'en 2008 puis de Pierre Camou. Il commence à mi-temps, encore instituteur le lundi et le mardi avant de monter à Paris. Puis à plein temps à partir de 2005 quand il prit sa retraite. Il démissionne de ce poste en juillet 2016 pour se consacrer à sa candidature à la présidence de la fédération. Il est remplacé pour quelques mois par Jacques Laurans.
En 2016, il forme une liste avec Éric Champ, ancien international français, et Lucien Simon, membre du comité directeur de la LNR, pour prendre la tête de la FFR. Il n'est pas le seul candidat, Pierre Camou, président sortant, et Bernard Laporte s'étant eux aussi déclarés. Pierre Salviac, initialement candidat, retire sa candidature le 23 septembre 2016. Christophe Dominici, Christophe Berdos, Benoît Guyot et Karl Janik sont notamment des membres de la liste qu'il conduit. Lors de l'élection du nouveau comité directeur, le 3 décembre 2016, la liste menée par Bernard Laporte obtient 52,6 % des voix, soit 29 sièges, contre 35,28 % des voix pour Pierre Camou (6 sièges) et 12,16 % pour Alain Doucet (2 sièges). Alain Doucet conserve sa place au comité directeur mais c'est Bernard Laporte  qui est élu à la présidence de la fédération française de rugby.
En 2017, il est candidat pour prendre la présidence de la nouvelle Ligue régionale Occitanie de rugby. À la suite du premier vote électronique décentralisé de l’histoire du rugby français, sa liste obtient 72,2 % des voix, soit 35 sièges, contre 27,8 % des voix pour Gilles Sicre (5 sièges). Il devient ainsi le premier président de la ligue.
Le 31 août 2019, il réintègre le bureau fédéral de la Fédération. Il est nommé délégué aux fonds européens.
En 2020, il est candidat en 6e position sur la liste de Bernard Laporte pour être réélu au comité directeur de la FFR. La liste réunit 51,47 % des voix à l'issue du scrutin le 3 octobre 2020, et obtient 29 sièges. Alain Doucet est réélu au sein du comité directeur et nommé vice-président de la fédération chargé du développement. Un mois plus tard, il est réélu président de la ligue d'Occitanie. Seul candidat après l'invalidation de la liste de son opposant, Joël Castany, il recueille 1206 voix pour et 451 voix contre.
En février 2023, il démissionne du bureau fédéral de la fédération après la création d'un bureau fédéral restreint, dont il ne fait pas partie, constitué autour du nouveau président Antoine Martinez. Il conserve néanmoins son siège au comité directeur.
En 2024, il n'est pas candidat lors du renouvellement du comité directeur de la FFR sur les listes menées respectivement par Florian Grill et Didier Codorniou,. Il n'est pas non plus candidat au poste de président de Ligue régionale Occitanie de rugby après avoir la limite de deux mandats à ce poste.

## Distinctions
- Chevalier de l'ordre national du Mérite (remis par le Ministère de l'Éducation nationale, décret du 30 avril 2002)[19]
- Chevalier de la Légion d'honneur (remis par le Ministère des Sports, décret du 30 décembre 2011)[20]

## Polémique sur le rugby à XIII
Lors d'un repas d'avant match entre le Céret sportif et Dijon en Fédérale 1, Alain Doucet, commente le possible retour de l'USAP en Top 14 et déclare notamment « Si ça pouvait du coup flanquer une petite égratignure au XIII en Roussillon, ça me ferait plaisir ! ».
Cette  phrase déclencha une polémique, notamment sur les réseaux sociaux, qui donna lieu à une réponse officielle de la FFR XIII par la voix de Mathieu Khedimi, vice-président.
Le prononcé de cette phrase dépasse largement le cadre  de l'Hexagone, puisque la presse treiziste britannique revient sur cette phrase un mois après par l'intermédiaire du rédacteur en chef de Rugby League World, Doug Thomson , qui consacre sa « page XIII » à l'incident et en profite pour revenir sur l'histoire du XIII en France et son interdiction par le régime de Vichy.
Quelques jours après l'avoir prononcé, Alain Doucet revient sur sa déclaration et plaide l'égarement : « Il n'y avait rien d'intentionnel. Ce n’était pas une déclaration de guerre au XIII. (...) C'était un clin d’œil maladroit, une boutade, une connerie mais j'assume. Quand je vois comment les gens ont réagi, je mesure que c'était une bêtise de dire cela, je vous l'accorde ».